# Emidio Cavigioli
Emidio Cavigioli (né le 3 juillet 1925 à Omegna, dans le Piémont, et mort le 23 février 2015 à Busto Arsizio) est un footballeur italien des années 1940 et 1950.

## Biographie
En tant qu'attaquant, Emidio Cavigioli fut international italien à deux reprises pour 3 buts.
Il participa aux Jeux olympiques d'été de 1948. Il fut titulaire contre les États-Unis, où il inscrivit deux buts (72e et 87e minute) et contre le Danemark où il inscrivit un but (49e minute). L'Italie est éliminée en quarts.
Il joua dans quatre clubs (Società Sportiva Sparta Novara (it), Novare Calcio, Pro Patria Calcio et Torino FC) et remporta une Serie B en 1947 avec Pro Patria Calcio.

## Clubs
- 1941-1943 : Società Sportiva Sparta Novara (it)
- 1944 : AC Novare
- 1946-1951 : Pro Patria et Libertate
- 1951-1952 : Torino FC
- 1952-1956 : Pro Patria et Libertate
- 1956-1957 : Varèse FC

## Palmarès
- Championnat d'Italie de football D2

- - Champion en 1947
  - Vice-champion en 1954